# Varabygdens församling
Varabygdens församling är en församling i Skara-Barne kontrakt i Skara stift. Församlingen omfattar hela Vara kommun i Västra Götalands län och utgör ett eget pastorat.

## Administrativ historik
Församlingen bildades 2018 genom sammanläggning av Vara, Levene, Ryda, Larv, Vedum och Kvänums församlingar som tidigare ingått i Vara pastorat.

## Kyrkor
- Bitterna kyrka
- Edsvära kyrka
- Elings kyrka
- Fyrunga kyrka
- Hällums kyrka
- Jungs kyrka
- Kvänums kyrka
- Larvs kyrka
- Laske-Vedums kyrka
- Levene kyrka
- Longs kyrka
- Längjums kyrka
- Naums kyrka
- Norra Vånga kyrka
- Ryda kyrka
- Skarstads kyrka
- Slädene kyrka
- Sparlösa kyrka
- Södra Kedums kyrka
- Södra Lundby kyrka
- Tråvads kyrka
- Vara kyrka
- Önums kyrka
- Öttums kyrka